# Aloys Sprenger
Aloys Sprenger (Nassereith, 3 settembre 1813 – Heidelberg, 19 dicembre 1893) è stato un orientalista austriaco naturalizzato britannico, fu un insigne studioso di cultura islamica e in qualità di segretario dell'Asiatic Society di Calcutta pubblicò numerosi saggi sulla letteratura persiana.

## Biografia
Nono di dieci figli, suo padre, Christopher Sprenge, era un collezionista di costumi locali. Dopo aver studiato al ginnasio di Innsbruck si trasferì nel 1832 all'Università di Vienna dove si dedicò allo studio della medicina e delle lingue orientali, sotto la guida dell'eminente orientalista Joseph von Hammer-Purgstall.
Nel 1836 si trasferì a Parigi e da lì a Londra dove collaborò al progetto di Ernst zu Münster per l'ambizioso lavoro Geschichte der Kriegswissenschaften bei den mohammedanischen Völkern (Storia delle Scienze Militari fra le Popolazioni Musulmane).
Nel 1838 ottenne la cittadinanza britannica ed il 12 giugno 1841 si laureò presso l'Università di Leida con la dissertazione in latino De Originibus medicinæ Arabicæ sub Khalifatu, e l'anno successivo per la Royal Asiatic Society of Great Britain and Ireland tradusse le opere dello storico arabo Abu al-Hasan 'Ali al-Mas'udi, dal titolo Meadows of Gold and Mines of Gems, from the Arabi.
Grazie all'aiuto dell'orientalista britannico Horace Hayman Wilson, Sprenger ottenne un posto di aiuto-chirurgo per la Compagnia delle Indie Orientali e, dopo aver sposato una cittadina britannica di nome Catherine Mueler, i due salparono per Calcutta nel 1842. Giunto in India agli inizi del 1843 lavorò per circa un anno e mezzo in diversi ospedali militari della regione, dando prova nel frattempo della sua enorme abilità linguistica e della sua grande cultura. Quando il direttore dell'allora Delhi College Felix Boutros fece ritorno in Francia, Sprenger prese il suo posto nel 1844, ruolo che ricoprì fino al 1848.
È autore di una biografia di Maometto, Das Leben und die Lehre des Muhammad. Nach bisher größtenteils unbenutzten Quellen, Berlino, Nicolaische Verlagsbuchhandlung, 1861-65. Ristampa Olms, Hildesheim 2003) (La vita e l'opera di Muhammad. Basata su fonti largamente inutilizzate), diventato un indispensabile riferimento, sia pur in chiave critica, per i successivi biografi del principale Profeta dell'Islam.